# Shadows of Suspicion
Shadows of Suspicion er en amerikansk stumfilm fra 1919 af Edwin Carewe.

## Medvirkende
- Harold Lockwood som Cyril Hammersley
- Naomi Childers som Doris Mathers
- Helen Lindroth som Betty Heathcote
- Kenneth Keating som Geoffrey Mathers
- William Bailey som Walter Byfield